# Mazinawa
Mazinawa is een geslacht van vliesvleugeligen uit de familie Pteromalidae. De wetenschappelijke naam van dit geslacht is voor het eerst geldig gepubliceerd in 1993 door Boucek.

## Soorten
Het geslacht Mazinawa is monotypisch en omvat slechts de volgende soort:
- Mazinawa laticoxa Boucek, 1993